# Saša Kekez

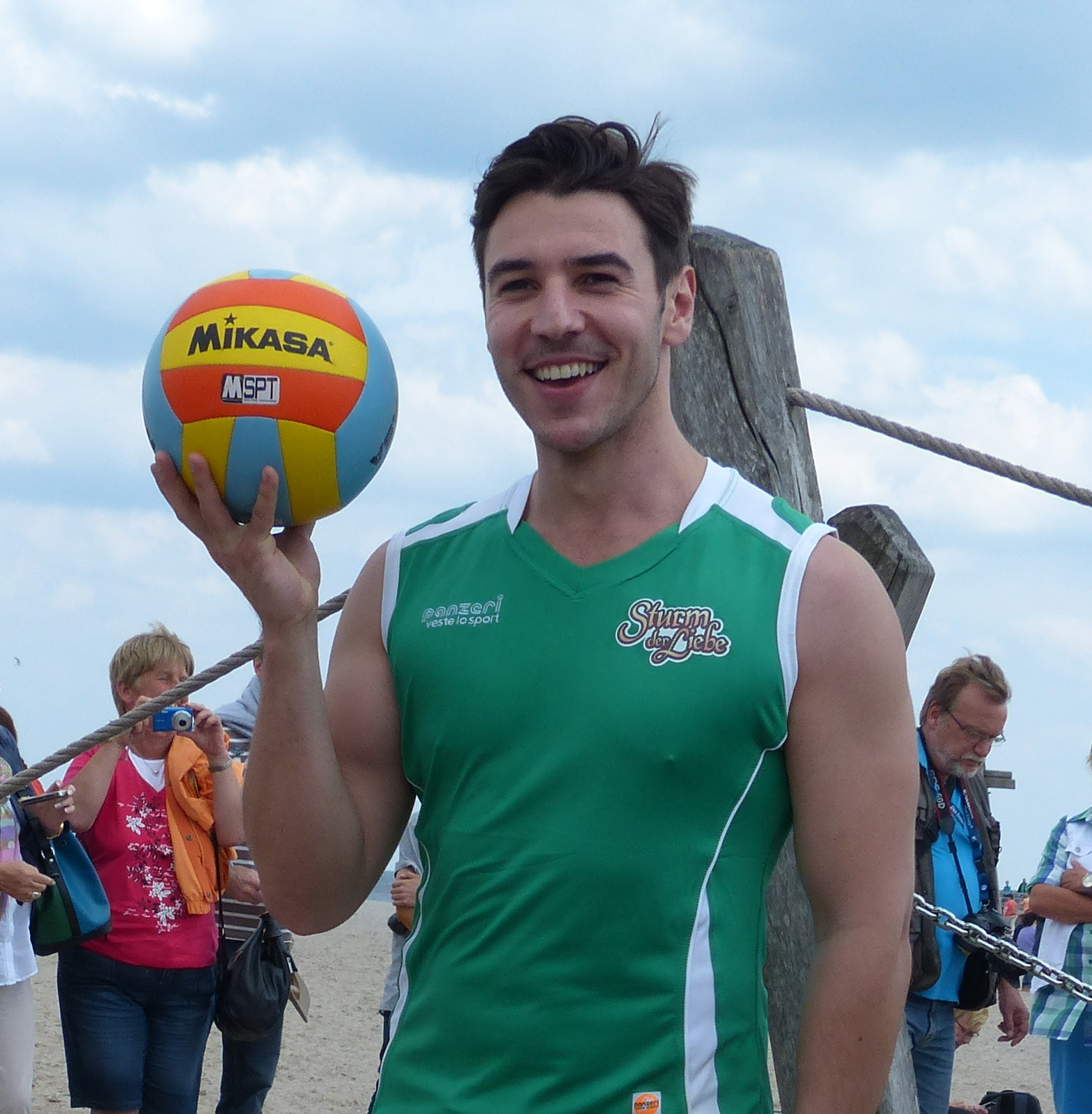
Saša Kekez beim Beachvolleyball-Starcup 2013

Saša Kekez, auch Sascha Kekez (* 24. Januar 1983 in Troisdorf-Sieglar) ist ein deutscher Schauspieler kroatischer Herkunft.

## Leben
Saša Kekez absolvierte von 2006 bis 2009 eine Schauspielausbildung an der Schauspielschule des Theaters Der Keller in Köln, die er 2009 mit einem Diplom abschloss. Außerdem erhielt er dort eine Ausbildung in Gesang und Tanz.
Während seiner Ausbildung spielte er am Theater Der Keller unter anderem den Edmund in Eines langen Tages Reise in die Nacht von Eugene O’Neill, den Adam in Glückliche Zeiten von Alan Ayckbourn und den Baron Tusenbach in Drei Schwestern von Anton Tschechow. Außerdem trat er in Bertolt Brechts Mutter Courage auf. In einer Kooperation des Theaters Der Keller mit den Wuppertaler Bühnen gehörte Kekez zum antiken Chorus in König Ödipus von Sophokles.
Noch während seiner Schauspielausbildung übernahm Kekez Rollen im Kino und im Fernsehen, darunter sowohl durchgehende Serienrollen, wiederkehrende Episodenrollen als auch kleinere Episodenrollen und Gastrollen. 2007 übernahm er die Serienhauptrolle des Hausmeistersohns Jan Schlosser in der RTL-Seifenoper Ahornallee. Von 2009 bis 2010 spielte er die durchgehende Rolle des Luka Petkovic in der Fernsehserie Das Haus Anubis. 2011/12 war er als Krankenpfleger Mesut Acar in Herzflimmern – Die Klinik am See zu sehen. Von Folge 1755 (Erstausstrahlung: 10. Mai 2013) bis Folge 2006 (Erstausstrahlung: 18. Juni 2014) stellte er in Sturm der Liebe den Schauspieler Goran Kalkbrenner dar. Im Mai 2018 kehrte Kekez für eine Gastrolle zur Telenovela Sturm der Liebe zurück.
An der Seite von Tim Bergmann spielte Kekez 2009 die Hauptrolle des schwulen 19-jährigen Saša in dem Kinofilm Sascha (Saša), einer Tragikomödie im Migrantenmilieu, von Dennis Todorović. Kekez wirkte außerdem in einigen Kurzfilmen und Diplomfilmen sowie in verschiedenen Werbespots mit. Er arbeitet auch als Sprecher für Hörspiele.
Ab Januar 2010 übernahm Kekez am Stadttheater Bocholt die Rolle des Prinzen Kalaf in dem Märchenspiel Turandot von Carlo Gozzi in der Nachdichtung von Friedrich Schiller. Ab April 2010 spielte er am Grenzlandtheater Aachen unter der Regie von Christian H. Voss in Wir alle für immer zusammen von Guus Kuijer. 2015 war er mit den Theatergastspielen Fürth in der schwedischen Kultkomödie Patrick 1,5 in der Rolle des Sven auf Tournee. In der Spielzeit 2019/20 war Kekez mit dem Psychothriller Der Fremde im Haus, eine Produktion der Theatergastspiele Fürth nach Agatha Christie, gemeinsam mit Sarah Elena Timpe, Markus Baumeister, Michael Kausch und Johanna Liebeneiner in der Rolle des „Mietnomaden“ Bruce Lovell auf Tournee.

## Filmografie (Auswahl)
- 2007: Ahornallee
- 2008: Unser Charly
- 2009–2010: Das Haus Anubis
- 2010: Der letzte Bulle (Fernsehserie) – Folge: Ich habe sie alle gehabt
- 2010: Sascha (Saša)
- 2011–2012: Herzflimmern – Die Klinik am See
- 2013–2014, 2018: Sturm der Liebe